# Municipio de Dix
El municipio de Dix (en inglés, Dix Township) es un municipio del condado de Ford, Illinois, Estados Unidos. Tiene una población estimada, a mediados de 2022, de 609 habitantes.

## Geografía
Está ubicado en las coordenadas 40°27′50″N 88°17′00″O / 40.46389, -88.28333 (40.463801, -88.28341). Según la Oficina del Censo, tiene una superficie total de 139.8 km², de los cuales 139.7 km² corresponden a tierra firme y 0.1 km² están cubiertos de agua.

## Demografía
Según el censo de 2020, en ese momento había 598 personas residiendo en la zona. La densidad de población era de 4.3 hab./km². El 95.7 % de los habitantes eran blancos, el 0.3 % eran amerindios, el 0.2 % era afroamericano, el 0.5 % eran asiáticos, el 0.3 % eran de otras razas y el 3.0 % eran de una mezcla de razas. Del total de la población, el 0.7 % eran hispanos o latinos de cualquier raza.